# Sultans of Swing
Pour la compilation de Dire Straits, voir Sultans of Swing: The Very Best of Dire Straits.
Singles de Dire Straits
Lady Writer
Pistes de Dire Straits
Southbound Again In the Gallery
Sultans of Swing est une chanson écrite par Mark Knopfler et le premier single enregistré par le groupe de rock britannique Dire Straits en 1977. C'est la chanson phare du groupe.
En 1995, Sultans of Swing est sélectionnée par le Rock and Roll Hall of Fame, comme l'une des « 500 chansons qui ont façonné le rock 'n' roll ».

## Historique
La chanson fut d'abord enregistrée comme une simple démo, et passa très vite en boucle sur Radio London. Il ne fallut pas longtemps pour qu'elle devienne très populaire, et pour que la filiale britannique de Phonogram propose un contrat au groupe. La chanson fut donc réenregistrée et sortit aux États-Unis et au Royaume-Uni, tandis que la version démo ne parut qu'au Royaume-Uni. Sultans of Swing entra aux États-Unis dans les charts au début de l'année 1979. Le succès de ce premier single permit au groupe d'enregistrer son premier album la même année ; la chanson atteint le Top 10 aux États-Unis et au Royaume-Uni, l'album devenant un immense succès.
Avec son phrasé très dylanesque et son jeu de guitare particulier, la chanson, à l'image du groupe à ses débuts, ne semble guère influencée par les modes du moment (entre disco des Années 1970 et émergence du mouvement punk). Sultans of Swing est joué par une formation de groupe rock des plus classiques : deux guitares, une basse, et une batterie. La formation originelle du groupe comprenait Mark Knopfler au chant et à la guitare solo, David Knopfler à la guitare rythmique, John Illsley à la basse, et Pick Withers à la batterie.
L'histoire racontée par cette chanson est celle de différents membres d'un groupe de jazz prolétaire qui veulent juste jouer leur musique dans un petit club de Londres, et qui se moquent bien de leur popularité. Un des joueurs (Guitar George) est en réalité le musicien George Young, frère des guitaristes Angus Young et Malcolm Young. The Sultans of Swing était le groupe dans lequel il jouait.[réf. nécessaire]
La version studio du morceau comprend deux solos de guitare, le second, plus long, a été acclamé par les critiques, et est considéré comme l'un des plus grands solos de guitare de l'histoire du rock, de par sa complexité, sa diversité, ses différentes versions, ainsi que sa particularité à n'être pratiquement jouable qu'aux doigts. Knopfler improvisa et rallongea ce solo à de nombreuses reprises au fil des concerts. Les versions les plus marquantes sont celles de l'album Alchemy (1984) et celle du concert en hommage à Nelson Mandela (1988), jouée en compagnie d'Eric Clapton qui ajouta sa petite touche personnelle au solo.
Leur compilation sortie en 1998, Sultans of Swing: The Very Best of Dire Straits et la compilation de 2005 (Private Investigations - The Best of Mark Knopfler & Dire Straits) reprennent ce titre.

## Structure musicale
Le morceau est en tonalité de Ré mineur éolien et pentatonique sur une cadence en 
 (4 noires par mesure). Les enchaînements d'accords sont les suivants : 
- Couplets : « Rém - Do - Sib - La - La » x2 puis « Fa - Fa - Do - Do » et « Sib - Sib - Rém -Sib - Do - Do ».
- Refrain et solo : « Rém - Sib - Do - Do ».

## Classements
| Classement (1978-79)                   | Meilleure place |
| -------------------------------------- | --------------- |
| Pays-Bas (Single Top 100)              | 11              |
| États-Unis (Hot 100)                   | 4               |
| Canada (RPM Adult Contemporary)        | 26              |
| Canada (RPM Top Singles)               | 4               |
| Belgique (Flandre Ultratop 50 Singles) | 14              |
| France (SNEP)                          | 36              |
| Irlande (IRMA)                         | 6               |
| Italie (FIMI)                          | 12              |
| Pays-Bas (Nederlandse Top 40)          | 10              |
| Afrique du Sud (Springbok Charts)      | 3               |
| Royaume-Uni (UK Singles Chart)         | 8               |
| Nouvelle-Zélande (RMNZ)                | 12              |
| Allemagne (Media Control AG)           | 20              |